# Fred et Samson
Fred et Samson is de Waalse versie van Samson en Gert. De reeks wordt in Wallonië uitgezonden sinds 17 februari 2007. De Waalse versie wordt ook geproduceerd voor Studio 100. Net zoals in Samson en Gert is Samson een sprekende hond en is Fred zijn baasje. Ze krijgen vaak bezoek van hun vrienden.
Samson en Fred kwamen ook vaak voor in Plopsa Tv. Maar omdat die serie stopte kregen Fred en Samson een reeks er bij "Le grenier de Fred & Samson".
In 2020 kwamen Fred en Samson terug, in de nieuwe reeks reizen ze het platteland door met een klein busje, gebaseerd op Samson en Marie.

## Cast
| Nederlandstalig personage | Franstalig personage    | Acteur                                                | Serie                                                              |
| ------------------------- | ----------------------- | ----------------------------------------------------- | ------------------------------------------------------------------ |
| Samson                    | Samson                  | Alain Perpète (2007-2008) Frédéric Clou (2008- heden) | Fred et Samson, Le grenier de Fred & Samson, Fred et Samson (2020) |
| Gert                      | Fred                    | Tristan Moreau                                        | Fred et Samson, Le grenier de Fred & Samson, Fred et Samson (2020) |
| Meneer de Burgemeester    | Monsieur le Bourgmestre | François Langlois (2011- heden)                       | Le grenier de Fred & Samson                                        |
| -                         | Natacha                 | Audrey Dero (2011-heden)                              | Le grenier de Fred & Samson                                        |

Alle personages uit de Nederlandstalige serie komen ook voor in de boeken van Fred en Samson maar niet in de soap.

## Theatershows
| Naam                 | Jaar        |
| -------------------- | ----------- |
| Le monde est si beau | 2009 - 2010 |
| Opération Mexico     | 2011        |
| Le Rock'n'Roll show  | 2012        |

## Merchandise

### Albums
- Fred Et Samson (2008)

### Dvd
- Le monde est si beau SHOW (2010)
- Operation Mexico SHOW (2011)
- Le grenier de Fred & Samson (2011)